# Alejandro Cercas Alonso

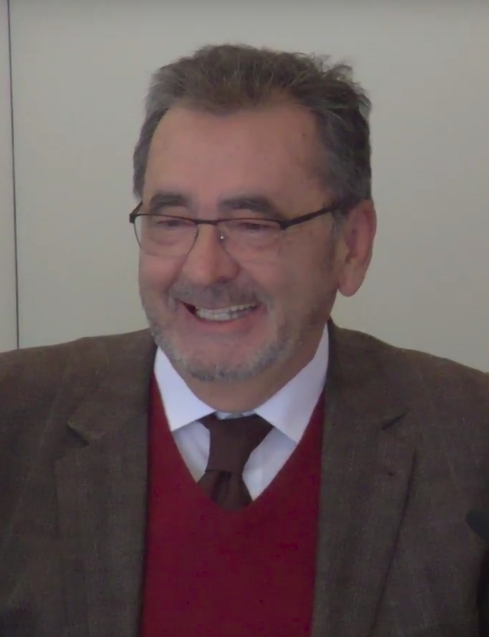
Alejandro Cercas Alonso, 2018

Alejandro Cercas Alonso (* 25. Mai 1949 in Ibahernando, Spanien) ist ein spanischer Politiker der sozialdemokratischen Partei PSOE und Mitglied des Europäischen Parlaments.
Nach einem Jurastudium, das er 1974 beendete, begann Cercas seine berufliche Laufbahn als Rechtsberater. 1977 wurde er Beamter der spanischen Sozialversicherung. Bereits während des Studiums war er Mitglied der PSOE, die zu dieser Zeit – während der Franco-Diktatur – noch verboten war. 1974 bis 1977 war er Generalsekretär der PSOE-Jugendorganisation Juventudes Socialistas.
Nach dem Übergang zur Demokratie wurde Cercas bei den Wahlen 1982 in das spanische Parlament gewählt, wo er unter anderem Vorsitzender des Sozialausschusses war. 1999 trat er von seinem Mandat zurück, um stattdessen bei der Europawahl 1999 zu kandidieren, bei der er ins Europäische Parlament gewählt wurde. Hier ist er Mitglied in der Fraktion der Sozialdemokratischen Partei Europas sowie im Ausschuss für Beschäftigung und soziale Angelegenheiten.
Im Jahr 2008 war er wesentlich mit daran beteiligt, dass das Europäische Parlament eine vom Rat der EU gebilligte Novelle der Arbeitszeitrichtlinie, durch die diese Wochenarbeitszeiten von maximal 65 (statt zuvor 48) Stunden erlaubt hätte, in erster Lesung zurückwies.
Im Jahr 2010 unterzeichnete er das Manifest der Spinelli-Gruppe für ein föderales Europa.